# Мцыня
Мцыня — река в России, протекает по Мценскому району Орловской области. Левый приток Зуши.

## География
Река Мцыня берёт начало в районе станции Думчино. Течёт на северо-восток, пересекает автодорогу М2 «Крым» и впадает в Зушу в черте города Мценска. Устье реки находится в 43 км от устья Зуши. Длина реки составляет 10 км.

## Данные водного реестра
По данным государственного водного реестра России относится к Окскому бассейновому округу, водохозяйственный участок реки — Ока от города Орёл до города Белёв, речной подбассейн реки — бассейны притоков Оки до впадения Мокши. Речной бассейн реки — Ока.
Код объекта в государственном водном реестре — 09010100212110000018445.